# 42 이시스
42 이시스(42 Isis)는 암석질 구성을 가진 대형 소행성대 소행성이다.